# 巴黎伯爵让
巴黎伯爵让四世（1965年5月19日—），全名讓·夏爾·皮埃爾·馬里（法語：Jean Charles Pierre Marie），是現任法國奥尔良派王位觊觎者的首领，為巴黎伯爵亨利的次子，自2019年起被法國奧爾良派奉為法國國王讓四世（Jean IV）。

## 政治參與
尚四世認為法國人「內心是君主主義者」並指出法國人希望擁有一個無黨派的領導者。他在黃背心運動期間公開支持此運動。尚四世反對同性婚姻，參與了反同性婚姻組織 La Manif pour tous 的反對運動，也反對墮胎。

## 婚姻及後代
讓曾打算與奧爾登堡的塔吉娜女大公（1974年生）在2001年結婚。塔吉娜是奧爾登堡大公約翰與大公夫人伊爾卡的幼女；長姊伊米莉亞女大公1997年與喬治·馮·哈布斯堡大公結婚。
不過，讓和塔吉娜最後因信仰問題並無結婚（讓的父親巴黎伯爵亨利不想奧爾良派領袖傳給新教繼承人）。
2008年11月29日，巴黎伯爵亨利宣布旺多姆公爵讓與瑪琳·瑪德蓮娜·菲洛梅娜·尤利亞娜·約翰娜·德·托爾諾斯·懷·施泰因哈特（Maria Magdalena Philomena Juliana Johanna de Tornos y Steinhart，1977年6月19日出生於維也納）訂婚；並在2009年3月19日由市長拉希妲·達狄在巴黎主持證婚儀式。而宗教儀式的婚禮則在同年5月2日於桑利斯聖母院大教堂進行。
夫婦二人共有四名子女：
- 奧爾良的加斯頓·路易·安托萬·馬里王子（Prince Gaston Louis Antoine Marie of Orléans，2009年11月19日生於巴黎）
- 奧爾良的安托瓦內特·萊奧波爾丁·讓娜·瑪麗公主（Princess Antoinette Léopoldine Jeanne Marie of Orléans，2012年1月28日生於維也納）
- 奧爾良的路易絲-瑪格麗特·艾蕾歐諾拉·瑪麗公主（Princess Louise-Marguerite Eléonore Marie of Orléans，2014年7月30日生於普瓦西）
- 奧爾良的約瑟夫·加布里埃爾·大衛·馬里王子（Prince Joseph Gabriel David Marie of Orléans，2016年6月2日生於德勒）

## 頭銜及尊稱
- 奧爾良的讓王子殿下（His Royal Highness Prince Jean of Orléans，1965年－1987年）
- 奧爾良的旺多姆公爵、讓王子殿下（His Royal Highness Prince Jean of Orléans, Duke of Vendôme，1987年－1999年）
- 奧爾良的維埃諾瓦王太子、旺多姆公爵、讓王子殿下（His Royal Highness Prince Jean of Orléans, Dauphin of Viennois, Duke of Vendôme，1999年－2006年）
- 奧爾良的法國王太子、旺多姆公爵、讓王子殿下（His Royal Highness Prince Jean of Orléans, Dauphin of France, Duke of Vendôme，2006年－2019年）
- 巴黎伯爵(讓)閣下（Monseigneur (Jean) The Count of Paris，2019年－）